# Dirceu Rabelo
Antônio Dirceu Rabelo de Vasconcelos (Afogados da Ingazeira, 14 de junho de 1939), é um advogado, professor, ensaísta e poeta brasileiro.

## Biografia
Advogado, exerceu a profissão de Assistente Jurídico do Banco do Brasil e da Cooperativa de Crédito dos Plantadores de Cana de Pernambuco. Foi também Diretor Executivo para Assuntos Jurídicos da Empresa Melhoramentos Habitacionais de Pernambuco.
Professor, ensinou Português e Matemática em colégios de Garanhuns e noções de Direito Público e Privado nas faculdades de Economia e Administração de Mossoró.
Ensaísta e poeta bissexto (como se auto-intitula), publicou trabalhos na Revista de Poesia e Crítica (em São Paulo, Brasília e no Recife) e na Revista da Academia Pernambucana de Letras.
Profundo conhecedor da poesia brasileira, é, no dizer de Waldemar Lopes,
| “ | … um poeta identificado, simultaneamente, com as matrizes telúricas da cultura popular e com as fontes mais nobres da arte poética, em seus valores essenciais. Pode, a um só tempo e com igual segurança, participar das criações espontâneas ou instintivas dos cantadores do seu sertão natal (...) e demonstrar, pela dissertação teórica ou pelo exercício prático, pleno domínio da moderna técnica do poema… Cabe reconhecer que ele está em excelente companhia, no quadro da poesia brasileira contemporânea: a companhia daqueles que surgem para ficar. | ” |

## Livros publicados
- O canto antecedente. Recife: Bagaço, 1974.
- Método prático de análise sintática. Recife, 1989.
- Chuva bissexta - Recife: Comunicarte, 1991[5]
- Glosas, epigramas e outros versos de circunstância. Recife: Comunicarte, 1992.[2]
- Livro de cantares (de lembrança e louvação). Recife: Comunicarte, 1995.[3]
- Elegias e outros poemas reunidos. Recife: Bagaço, 1996.[4]
- Canto no fim da tarde. Recife: Comunigraf, 2000.[1]
- Versos de circunstância. Recife: Comunigraf, 2003.
- 30 poemas escolhidos - Recife: Fac-Form, 2008 - ISBN 978-85-98896-23-6
- Poemaquático. Recife: Bagaço, 2009.
- Livro de sonetos. Recife, 2012.[6]
- Uma dezena de sonetos - Recife: Bagaço, 2012 - ISBN 978-85-375-1006-9[5]
- Terceira dezena de poemas. Recife, 2014.[7]
- 35 sonetos escolhidos. Recife: Novo Horizonte, 2016 - ISBN 978-85-69072-03-4[8]
- Poesia completa - Edição do autor, 2021[9][nota 2]

## Entidades literárias
- Academia Recifense de Letras;
- Academia de Letras e Artes do Nordeste - cadeira 19, eleito em dezembro de 1987;
- Academia Pernambucana de Letras - Cadeira 21, eleito em 10 de junho de 1996 - (Secretário Geral);[11]
- Sociedade Brasileira de Médicos Escritores (Regional de Pernambuco) - Sócio honorário.[12]